# MORINDA

モリンダ（Morinda, Inc.）は、マルチレベルマーケティングの販売形態によりノニをはじめとする植物成分イリドイド含有有用植物を使用した健康・美容関連製品の研究・開発、製造、販売業務を行う企業である。

## 概要
1996年にアメリカ合衆国にて創業。スーパーフルーツ飲料ブームの仕掛人で、世界で初めてノニを製品化したパイオニア企業である。タヒチ政府との正式な独占契約によりフレンチポリネシア産ノニ「ノニ（学術名：モリンダシトリフォリア）」を使用した商品の研究・開発・製造・流通・販売の一連業務をおこなう。アメリカ本社(ユタ州プロボ)が有する世界最大のノニ専門研究設では、ノニに豊富に含まれる植物成分イリドイドを中心に研究が行われている。イリドイド成分を有する唯一の企業。
創業時から販売されているタヒチアンノニ ジュースは、2003年にノベルフードに認定された。また、2008年に乾燥および焙煎されたノニ葉、2011年にはノニ果実ピューレおよびノニ濃縮果汁もノベルフードに認定されている。アンチエイジングのカギとなるAGEｓ(終末糖化産物)研究のリーディングカンパニーとしてウェルネス業界を牽引するグローバル企業である。
日本では東京都新宿区に本社を置き、国内6ヵ所（東京、札幌、名古屋、大阪、福岡、沖縄）に事業所を開設している。

## 主な製品
- ノニをはじめとするイリドイド含有有用植物を使用した健康補助飲料。
- ダイエット製品。
- スキンケア製品
- アンチエイジング製品